# Črtna koda
Črtna koda (angleško Barcode, nemško Strichkode) je način zapisa niza številk in črk s črtami in presledki različnih širin.
Črtna koda je optična strojno berljiva predstavitev podatkov, ki se nanašajo na predmet, na katerega je vezan. Prvotno, črtna koda sistematično predstavlja podatke s spreminjanjem širine in razmikom vzporednih linij, in je lahko linearna ali enodimenzionalna (1D). Kasneje so se razvili v pravokotnike, pike, šesterokotnike in drugih geometrijske vzorce v dveh dimenzijah (2D). Čeprav 2D sistemi uporabljajo različne simbole, so na splošno tudi označeni kot črtne kode. Črtne kode so prvotno brali z optičnimi skenerji imenovanimi čitalci črtnih kod. Kasneje so skenerji in interpretativne programske opreme postale na voljo na napravah skoraj vseh napravah, vključno z namiznimi tiskalniki in pametnimi telefoni.

## Splošno o črtni kodi

### Namen uporabe črtne kode
Črtna koda omogoča hitrejše in natančnejše zajemanje podatkov s tiskanih dokumentov, raznih nalepk, embalaže, .... Najbolj množično se črtna koda uporablja za zapis enotne številke artikla (ERAN-UCC) na embalaži artikla v maloprodaji (obdelano v nadaljevanju), se pa veliko uporablja tudi na drugih področjih.

### Branje črtne kode
Črtna koda je čitljiva z bralniki črtne kode. Ti bralniki so lahko samostojne naprave, ki imajo vgrajen pomnilnik in program. Taki bralniki omogočajo na primer hitro izdelavo inventure. Največ pa se uporabljajo bralniki, ki imajo vgrajen samo program za dešifriranje črtne kode (spremembo v niz številk in črk). Ta program tudi ugotovi, za kateri tip kode je uporabljen in ga pretvori. Tak bralnik se priključi na osebni računalnik ali terminal main frame računalnika zaporedno s tipkovnico, tako da programi v računalniku ne prepoznajo ali je vnos prišel s tipkovnice ali z bralnika črtne kode. Tako se lahko (če bralnik ne more prebrati črtne kode) niz znakov vnese preko tipkovnice. Zaradi tega je pod ali nad črtno kodo vedno izpisan še niz znakov, ki je zakodiran vanjo.

### Vrste črtne kode
V uporabi je precej načinov za zapis črtne kode. Danes se v maloprodaji največ uporablja EAN 13, v logistiki pa GS1 - 128 (bivši EAN 128), ki omogoča strukturiran zapis identifikatorja in drugih atributivnih podatkov izdelka.
V internih sistemih se pogosto pojavlja Code 128, ki omogoča zapis tako številk kot tudi črk variabilne dolžine.

### Vnos dokumentov
Razni (predvsem interni) dokumenti se potem, ko so bili izpisani in dopolnjeni s spremenljivimi podatki (količina, porabljen čas, ...) vnašajo v računalnik. Poleg spremenljivih podatkov se mora vnesti še povezovalne podatke, ki so izpisani na dokumentu in že v neki datoteki. Če se ti povezovalni podatki izpišejo kot črtna koda na dokument, se pospeši vnos podatkov in zmanjša možne napake. Primer takih dokumentov sta izdajnica (dokument za dvig potrebnih delov za realizacijo delovnega naloga) in poročilo o opravljenem delu (kdo je delal, koliko je naredil, koliko časa je porabil, ...). Na sliki je primer izdajnice. Ko bo del dvignjen iz skladišča, se bo na dokument napisala izdana količina. Ob zajemanju izdaje mora skladiščnik vnesti samo izdano količino. 

### Inventure
Če so na embalaži v skladišču nalepljene etikete s šiframi artiklov, se olajša delo pri inventuri. Za inventure v trgovinah pa je praviloma na embalaži že tiskana črtna koda. Tudi nalepke za osnovna sredstva imajo vedno pogosteje poleg inventarne številke še črtno kodo.

### Interni transport
Črtne kode na embalaži lahko krmilijo interne avtomatizirane transportne sisteme. To uporabljajo vsa podjetja za hitro dostavo pošte.

### Javne knjižnice
Ob avtomatiziranju izposoje knjig v javnih knjižnicah (namesto evidence na kartici knjige je sedaj evidenca izposojenih knjig v računalniku) so knjige dobile nalepke s črtno kodo z inventarno številko, prav tako pa članske izkaznice (za te se uporablja tudi magnetni zapis).

### Enotno številčenje artiklov
Zapis enotne številke atikla v črtni kodi na embalaži je najbolj razširjena uporaba črtne kode. Z razširitvijo samopostrežnih trgovin se je pokazala potreba po pospešitvi dela in povečanju zanesljivosti vnosa podatkov na blagajnah.
Številke opisane v tem poglavju so praviloma odtisnjene na embalaži. Izpis tikel ima enolično določeno številko, ki je odvisna tudi od embalaže. Tako je na embalaži zavoja z desetimi zavitki cigaret drugačna koda kot na posameznem zavitku.
Že leta 1973 je bil v ZDA uvedena (angleško Universal Product Code - UPC) z 12-mestnimi številkami. Za sistem skrbi Uniform Code Council - UCC. Ta omogoča določanje enotnih kod za artikle (v ZDA) in zapis črtne kode za te številke.
Že leto kasneje so začeli v Evropi razmišljati o podobnem sistemu, ki naj bi bil kompatibilen s sistemom UPC. 1977 je bila ustanovljena European Article Associaton (EAN), ki se je kasneje preimenovala v EAN-International, še kasneje pa v (GS1). 12-mestne številke sistema UPC so z ničlo na prvem mestu razširili na 13 mest (kot je dolžina EAN kode). Tako sta sistema povezana in sta se do leta 2005 imenovala EAN-UCC, po združitvi obeh sistemov pa velja tudi novo ime GS1.
S 1. januarjem 2005 so v Severni Ameriki de facto uvedli 13 mestno EAN-UCC kodo.
13 mest EAN kode vsebuje:
- številka države (3 mesta). Podeljuje mednarodno združenje GS1.
- številka proizvajalca (splošno 1 do 10 mest - v Sloveniji 4 do 6 mest). Podeljuje državno združenje (npr. GS1 Slovenija).
- zaporedna številka. Podeljuje proizvajalec, praviloma zaporedno.
- kontrolna številka (1 mesto) se izračuna z algoritmom za izračun kontrolne številke na podlagi preostalih 12 številk.

### Kode za knjige
Za knjige obstaja sistem enotnega številčenja ISBN, za časopise in revije pa ISSN. Te številke so 10 mestne. V EAN-UCC sistem so jih integrirali tako da so ISBN številke dobile predpono 978, ISSN pa predpono 977.
Na knjigi je odtisnjena kot črtna koda EAN-13, s številkami pa sta izpisani obe.

### Interne kode
V trgovinah se prodajajo tudi artikli, ki ne morejo imeti na embalaži predtiskane črtne kode. To je zelenjava in sadje (neembalirano, samopostrežen način prodaje) in narezane delikatese. Za te izdelke obstaja možnost določitev internih kod posameznega prodajalca. Te kode imajo na začetku namesto številke države številke 2nn (od 200 do 299), sledi interna koda, ki jo določijo v trgovini. Na koncu je v črtni kodi zapisana še teža ali vrednost. Večinoma se uporablja teža, ker je tako glede na promet blagajne enostavneje razknjiževati zaloge. Na sliki je v kodi teža v gramih. Take nalepke izpiše elektronska tehtnica, ki jo ima prodajalka delikates ali je na razpolago kupcem sadja in zelenjave. Ker ima taka tehtnica omejeno število tipk za izbiro artikla, ima vsaka tehtnica lastno številko (ki se izpiše na začetku interne šifre).